# Maasbüll
Maasbüll település Németországban, Schleswig-Holstein tartományban. Lakosainak száma 716 fő (2022. december 31.). Maasbüll Hürup, Husby, Munkbrarup és Ringsberg községekkel határos.

## Fekvése
Husbytól északnyugatra fekvő település.

## Története
Területe már az őskorban, majd a bronzkorban is lakott volt. Az itt feltárt kőkori és bronzkori sírmezőket sikerült megőrizni az utókor számára is.
A két korábban önálló település Maasbüll és Rüllschau 1965-ben egyesült.
A rüllschaui Michaelis templom a 13. században épült. A fa harangláb helyére 1779-ben építettek tornyot.
Rüllschau (dán Rylskov) nevét 1430-ban említették  először Rolschouw alakban. Maasbüll nevét 1445-ben említették először Masbul néven.

## Galéria

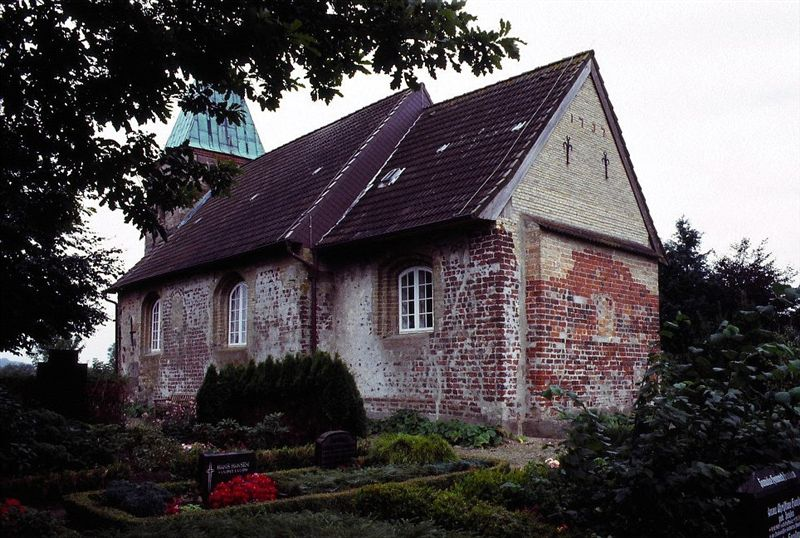
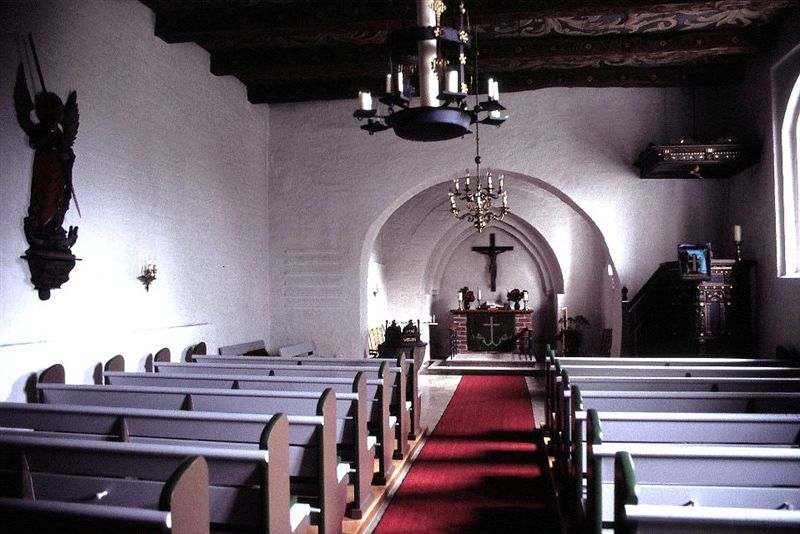
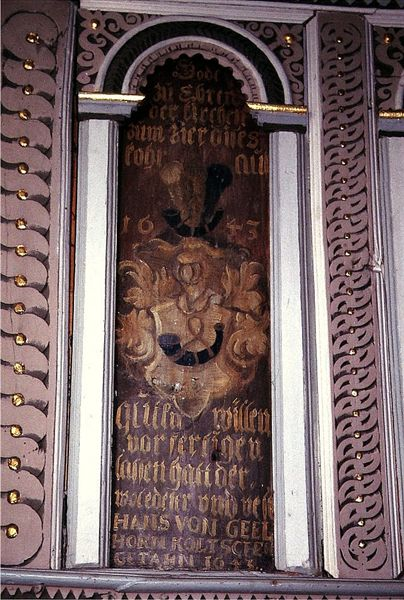

## Nevezetességek
- Michaels templom Rüllschauban.

## Népesség
A település népességének változása:
| Lakosok száma | 640  | 682  | 694  | 714  | 716  |
|               | 1975 | 2017 | 2019 | 2021 | 2022 |